# Hiriberri
Hiriberri in basco e Villanueva de Aezkoa in castigliano , è un comune spagnolo di 142 abitanti situato nella comunità autonoma della Navarra.